# Myrioblephara dinawana
Myrioblephara dinawana är en fjärilsart som beskrevs av George Thomas Bethune-Baker 1915. Myrioblephara dinawana ingår i släktet Myrioblephara och familjen mätare. Inga underarter finns listade i Catalogue of Life.